# Wolf Hoffmann (Maler)

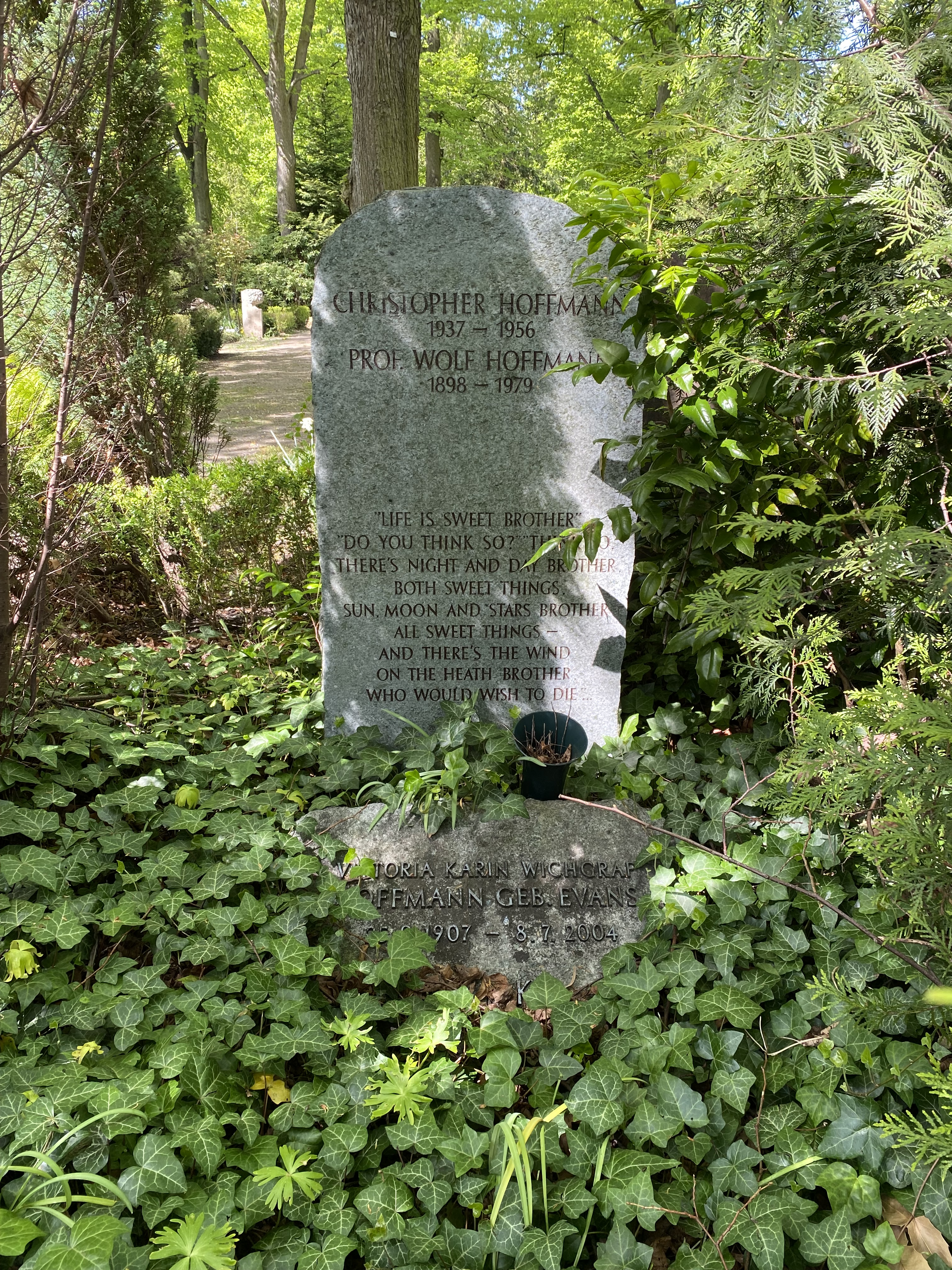
Grabstätte

Wolfgang „Wolf“ Hoffmann (* 1. März 1898 in Wernigerode; † 29. Oktober 1979 in Berlin) war ein deutscher Maler und Radierer und Hochschullehrer.

## Leben
Hoffmann wurde als Sohn des Schriftstellers und Generalsekretärs der Deutschen Schillerstiftung Weimar Hans Hoffmann geboren. Er besuchte die Preußische Kadettenschule und war im Ersten Weltkrieg Soldat in Frankreich. Er besuchte von 1919 bis 1922 die Architekturklasse der Kunstgewerbeschule in Berlin-Charlottenburg, wandte sich aber der Malerei und Druckgrafik zu. 1935 kehrte er an die Kunstgewerbeschule zurück und belegte einen Kurs in der Keramikklasse.
1937 wurden in der Nazi-Aktion „Entartete Kunst“ nachweislich vierzehn seiner Arbeiten aus öffentlichen Sammlungen beschlagnahmt und vernichtet.
Das Adressbuch verzeichnete ihn 1943 in der Kurfürstenstraße 126. Das Gebäude wurde bei den Luftangriffen der Alliierte auf Berlin zerstört, und fast alle Werke Hoffmanns wurden vernichtet. 
Nach 1945 begann Hoffmann einen Neuanfang. 1950 erhielt er einen Lehrauftrag für Radierung und freie Grafik an der Berliner Hochschule für bildende Künste. Dort hatte er bis zur Emeritierung eine Professur. Hoffmann war seit 1931 mit der Schauspielerin Karin Evans verheiratet, mit der er 1946 in die Künstlerkolonie Berlin zog.
Hoffmann starb bei einem Autounfall. Er hinterließ zahlreiche Werke vor allem mit Landschaften, figürlichen oder Blumendarstellungen, Radierungen sowie einige Holz- und Linolschnitte. Wolf Hoffmann wurde auf dem Friedhof Dahlem beigesetzt.

## 1937 als „entartet“ aus öffentlichen Sammlungen beschlagnahmte und vernichtete Werke

### Tafelbilder
- Blick über Dächer (Oberschlesisches Landesmuseum, Beuthen)
- Hafen in Rügenwaldermünde (Museum für Kunst und Kunstgewerbe Stettin)
- Fischer (Museum für Kunst und Kunstgewerbe Stettin)
- Stillleben (Museum für Kunst und Kunstgewerbe Stettin)

### Zeichenkunst
- Dämon (Aquarell; Wallraf-Richartz-Museum Köln)
- Flachlandschaft (Aquarell; Museum für Kunst und Kunstgewerbe Stettin)
- Landschaft (Aquarell; Museum für Kunst und Kunstgewerbe Stettin)
- Eine getönte Tuschzeichnung ohne Titel (Museum für Kunst und Kunstgewerbe Stettin)

### Druckgrafik
- Karin Evans (Museum für Kunst und Kunstgewerbe Stettin)
- Vier Blätter Pommersche Typen (Museum für Kunst und Kunstgewerbe Stettin)
- Mädchenkopf (Museum für Kunst und Kunstgewerbe Stettin)

## Ausstellungen
- 1928: Kollektivausstellung in der Galerie Ferdinand Möller in Berlin
- 1933: Ausstellung 30 Deutsche Künstler in Berlin
- 1935: Kollektivausstellung in der Galerie Ferdinand Möller in Berlin
- 1945/1946: vom Kulturbund zur Demokratischen Erneuerung Deutschlands in Berlin veranstalteten Ausstellung Bildender Künstler[3]
- 1948: Galerie Schüler in Berlin
- 1950: Galerie Schüler in Berlin
- 1950: Galerie Bremer in Berlin
- 1951: Ausstellung Deutscher Künstlerbund 1950 in Berlin
- 1964: Galerie Bassenge, Berlin („Ölbilder, Farbradierungen, Aquarelle 1962/63“)
- 1967: Große Kunstausstellung München (Jardiniere, getönte Bleistiftzeichnung, 65 × 90 cm)
- 1978: Wolf Hoffmann zum 80. Geburtstag – Gemälde, Aquarelle, Zeichnungen und Graphik, Galerie Pels-Leusden, Berlin